# حقوق (رسته)

رسته حقوق ارتش جمهوری اسلامی ایران

رسته حقوق از جمله رسته‌های نیروی زمینی می‌باشد که کارکنان قضایی اعم از نظامی و کارمند در قالب گروهان قرارگاه و شعبه قضایی تیپ و لشکر سازماندهی می‌شوند. امورات قضایی داخلی پادگان از جمله دعوا، شکایت، فرار از خدمت و سایر موارد مرتبط توسط کارکنان قضایی پادگان بررسی و پیگیری می‌شود.